# Palura niveicosta
Palura niveicosta är en fjärilsart som beskrevs av George Francis Hampson 1910. Palura niveicosta ingår i släktet Palura och familjen nattflyn. Inga underarter finns listade i Catalogue of Life.